# Wayne Embry
Wayne Richard Embry (Springfield, Ohio, 26 de março de 1937) é um ex-jogador profissional de basquetebol norte-americano que atuava na NBA. Wayne começou sua carreira no Cincinnati Royals, equipe que defendeu entre 1958 e 1966. Em 1966, Wayne foi para o Boston Celtics, onde foi campeão da NBA na temporada de 1967-68. Wayne ainda defendeu o Milwaukee Bucks na temporada de 1968-69. Após sua aposentadoria das quadras, Wayne começou a trabalhar de gerente geral na NBA. Wayne foi duas vezes nomeado o Executivo do Ano da NBA trabalhando para o Cleveland Cavaliers, nas temporadas de 1991-92 e 1997-98. Em 1999, Wayne foi introduzido no Hall da Fama do Basquetebol.